# مقاصة
المُقاصّة هي أن يتم خصم جزء من الدين الأعلى قيمة بين جهتين كلاهما دائن ومَدين. فإذا افترضنا مثلاً أن شخصاً باع سيارةً بمبلغ مائة ألف وكان البائع مديناً بستين ألفاً للمشتري، في هذه الحالة يخصم مبلغ الستين ألفاً من المائة ألف.
كما يشير مصطلح "المُقاصة" إلى جميع العمليات التي تتم بين اللحظة التي يتم فيها الالتزام بمعاملة ما وتسويتها. خلال هذا الإجراء، يتم تحويل وعد السداد (الذي يمكن أن يتخذ شكل شيك أو طلب دفع إلكتروني على سبيل المثال) إلى تحويل حقيقي للأموال بين الحسابات. تم إنشاء غرف المقاصة للمساعدة في مثل هذه المعاملات بين البنوك .

## المقاصة في اللغة
مصدر قاصه إذا كان عليه دين مثل ما على صاحبه فجعل الدين في مقابلة الدين.
المقاصة في اصطلاح الفقهاء: عرفها ابن جزيء من فقهاء المالكية بأنها: «اقتطاع دين من دين». وعرفها ابن عرفة بأنها: « متاركة مطلوب بمماثل صنف ما عليه لما له على طالبه فيما ذكر عليهما».
المقاصة في القانون: عرفها القانون المدني الأردني في المادة 343 بأنها:«إيفاء دين مطلوب لدائن بدين مطلوب منه لمدينه ».

## أنواع المقاصة
- النوع الأول: المقاصة القانونية (الجبريةالالزامية).
- النوع الثاني: المقاصة الاختيارية
- النوع الثالث: المقاصة القضائية.

في البنوك والتمويل، تشير المقاصة إلى جميع الأنشطة من وقت الالتزام بمعاملة حتى يتم تسويتها. تحول هذه العملية الوعد بالدفع (على سبيل المثال، في شكل شيك أو طلب دفع إلكتروني) إلى حركة فعلية للأموال من حساب إلى آخر. تم تشكيل بيوت تطهير لتسهيل هذه المعاملات بين البنوك.